# 쯔보시
쯔보(치박, 중국어 간체자: 淄博, 병음: Zībó)는 산둥성의 중앙부에 위치한 지급시이다.

## 지리
쯔보는 산둥성 중부에 위치하며, 서쪽은 지난시, 서남쪽은 라이우시 및 타이안시, 남쪽은 린이시, 동쪽은 웨이팡시, 북쪽은 빈저우시, 서북쪽은 둥잉시와 접한다. 산둥반도와 이른바 중원을 묶는 교통의 요충이며, 도자기의 수도이며, 견직물(사주지향)로 유명하다.

## 기후
| Zibo (1981–2010 normals)의 기후           | Zibo (1981–2010 normals)의 기후 | Zibo (1981–2010 normals)의 기후 | Zibo (1981–2010 normals)의 기후 | Zibo (1981–2010 normals)의 기후 | Zibo (1981–2010 normals)의 기후 | Zibo (1981–2010 normals)의 기후 | Zibo (1981–2010 normals)의 기후 | Zibo (1981–2010 normals)의 기후 | Zibo (1981–2010 normals)의 기후 | Zibo (1981–2010 normals)의 기후 | Zibo (1981–2010 normals)의 기후 | Zibo (1981–2010 normals)의 기후 | Zibo (1981–2010 normals)의 기후 |
| 월                                        | 1월                             | 2월                             | 3월                             | 4월                             | 5월                             | 6월                             | 7월                             | 8월                             | 9월                             | 10월                            | 11월                            | 12월                            | 연간                            |
| ----------------------------------------- | ------------------------------- | ------------------------------- | ------------------------------- | ------------------------------- | ------------------------------- | ------------------------------- | ------------------------------- | ------------------------------- | ------------------------------- | ------------------------------- | ------------------------------- | ------------------------------- | ------------------------------- |
| 일평균 최고 기온 °C (°F)                  | 4.0 (39.2)                      | 7.7 (45.9)                      | 13.7 (56.7)                     | 21.5 (70.7)                     | 27.0 (80.6)                     | 31.8 (89.2)                     | 32.3 (90.1)                     | 30.9 (87.6)                     | 27.6 (81.7)                     | 21.5 (70.7)                     | 13.1 (55.6)                     | 6.1 (43.0)                      | 19.8 (67.6)                     |
| 일일 평균 기온 °C (°F)                    | −1.3 (29.7)                     | 1.9 (35.4)                      | 7.7 (45.9)                      | 15.3 (59.5)                     | 21.0 (69.8)                     | 26.0 (78.8)                     | 27.5 (81.5)                     | 26.1 (79.0)                     | 21.7 (71.1)                     | 15.5 (59.9)                     | 7.5 (45.5)                      | 0.9 (33.6)                      | 14.2 (57.5)                     |
| 일평균 최저 기온 °C (°F)                  | −5.5 (22.1)                     | −2.7 (27.1)                     | 2.5 (36.5)                      | 9.6 (49.3)                      | 15.3 (59.5)                     | 20.5 (68.9)                     | 23.1 (73.6)                     | 22.0 (71.6)                     | 16.9 (62.4)                     | 10.6 (51.1)                     | 3.0 (37.4)                      | −3.0 (26.6)                     | 9.4 (48.8)                      |
| 평균 강수량 mm (인치)                     | 5.8 (0.23)                      | 10.1 (0.40)                     | 15.2 (0.60)                     | 25.5 (1.00)                     | 58.2 (2.29)                     | 69.4 (2.73)                     | 149.6 (5.89)                    | 153.7 (6.05)                    | 57.3 (2.26)                     | 31.7 (1.25)                     | 18.8 (0.74)                     | 7.9 (0.31)                      | 603.2 (23.75)                   |
| 평균 상대 습도 (%)                        | 58                              | 54                              | 51                              | 51                              | 57                              | 57                              | 72                              | 76                              | 67                              | 62                              | 61                              | 60                              | 61                              |
| 출처: China Meteorological Administration |                                 |                                 |                                 |                                 |                                 |                                 |                                 |                                 |                                 |                                 |                                 |                                 |                                 |

## 역사
쯔보는 한 때 2500년 전의 춘추전국시대에 가장 번영한 국가였던 제나라의 수도였다. 제나라의 통치자인 환공은 유명한 사상가이자 경제학자인 관중을 승상으로 임명하고 그의 생각과 정책을 받아들여 경제 개혁을 실시하고 다른 나라와의 관계를 발전시켰다. 20년 후에 제나라는 경제력과 군사력이 가장 강한 나라가 되었고 "천 대의 수레를 가진 나라" 혹은 "5개 강대국의 수장"으로 불렸다. 문화와 교육 사업은 제나라에서 오히려 발전하였다. 시와 음악 모두 높은 수준이었다. 임치(현재의 린쯔 구)는 638년 동안 수도로 유지되었고 동방에서 가장 큰 도시였다.
제나라 문화의 탄생지이기 때문에 쯔보에는 꽤 많은 수의 문화적 경관 장소들이 있다. 국가역사문화명성으로 제나라의 유적지가 있는 린쯔 구에는 매장된 말과 수레와 다른 유명한 문화 유적과 역사적인 장소가 발견되고 발굴되고 있다. 그들 모두는 과거 제나라의 번영하던 모습을 잘 보여준다. 제나라의 고대 도시는 1등급 문화유적보호단지 중 하나로 문화적인 유적과 역사적인 장소가 많이 있어 "지하의 박물관"이라는 직함을 얻었다.

## 문화
민간에는 정월 대보름을 지내는 풍습이 있는데, 매년 정월에 집집마다 꽃등을 달고, 민속활동이 성대하게 치러진다.
쯔보는 도자기, 유리의 고장이며, 90년대 이후 매년 한 번 열리는 쯔보 도자기, 유리 축제를 비롯해 관광, 연등회(灯会) 등이 있다.

## 경제
한대에서 당대에 걸쳐 번영한 실크로드에서 거래된 견직물은 이 지역을 주요한 생산지로 하는 것이었다. 오늘 날에도 여전히 견직물 생산의 중요한 거점이다.
근대 이후는 산둥성을 넘어 전국 규모의 유수한 공업도시로서 발전해 왔다. 석유화학, 도자기(세라믹스) 등이 주된 산업이다.

## 행정 구역

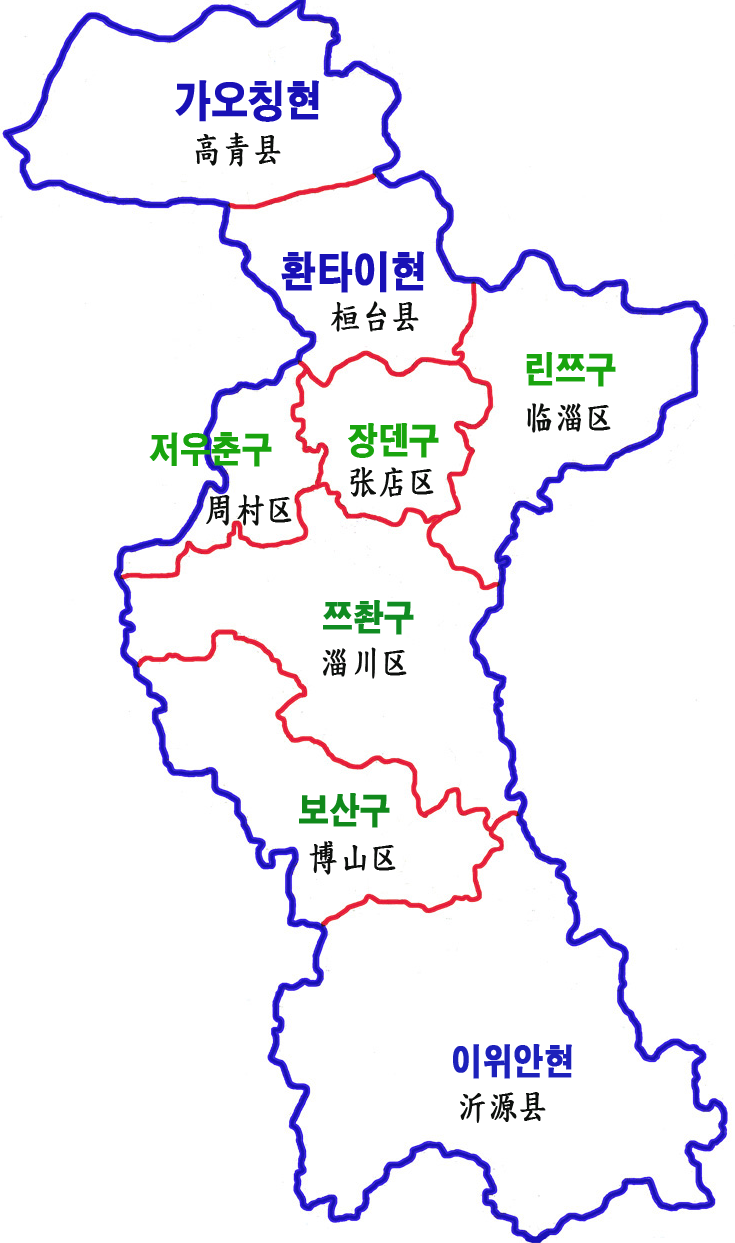
쯔보시 현급구역

5개의 시할구와 3개의 현을 관할하고 있다.
시할구
- 장뎬 구(張店区)
- 린쯔 구(臨淄区)
- 쯔촨 구(淄川区)
- 보산 구(博山区)
- 저우춘 구(周村区)

현
- 환타이 현(桓台県)
- 가오칭 현(高青県)
- 이위안 현(沂源県)

## 관광
쯔보 시 남부에는 챠오링쳰(樵岭前) 석회동굴과 이위안(沂源) 원인(猿人) 동굴이 있다. 서부에는 저우춘(周村)이 있다. 북부에는 마타후(马踏湖), 다루후(大芦湖)이다. 이 밖에《요재지이》의 저자 푸쑹링(蒲松龄)이 살던 집 요재원(聊斋园)이 쯔보 시 중부에 있다.

## 인물
- 태공망 (太公望)
- 제 환공 (齊 桓公)
- 손무 (孫武)
- 관중(管仲)

## 자매 도시
- 대한민국 서울특별시 양천구
- 일본 가모시
- 미국 마이애미
- 프랑스 라로슈쉬르용
- 조지아 바투미
- 필리핀 만다우에
- 러시아 벨리키노브고로드
- 러시아 브라츠크
- 남아공 뉴캐슬
- 이탈리아 베르가모도
- 필리핀 상조세두스피냐이스
- 영국 본머스